# Søren Andersen (rokometaš)
Søren Andersen, danski rokometaš, * 23. marec 1948.
Leta 1976 je na poletnih olimpijskih igrah v Montrealu v sestavi danske rokometne reprezentance osvojil osmo mesto.